# Mas sabroso
Mas sabroso è un album di Mongo Santamaría, pubblicato dalla Fantasy Records nel 1961.

## Il disco
Il disco fu registrato nel 1961.

## Tracce
Lato A
1. Mongo's Theme – 1:35 (Mongo Santamaría)
2. Entre Amigo – 4:09 (Joao Donato, Mongo Santamaría)
3. Hilda Melodia – 3:45 (Mongo Santamaría)
4. Pay Joaquin – 3:00 (Mongo Santamaría)
5. Lucy Cha – 4:30 (Lucia Cassone)

Lato B
1. Manteca – 5:21 (Dizzy Gillespie, Chano Pozo)
2. Federico – 3:20 (Mongo Santamaría)
3. Eres Tu – 3:20 (Nicholas Martinez)
4. Esta Melodia – 3:07 (Mongo Santamaría)
5. Guaguanco Flamenco – 3:21 (Victor Venegas)

## Musicisti
Mongo Santamaría And His Band
- Mongo Santamaría - congas, bongos
- Willie Bobo - timbales, bongos
- Rudy Calzado - voce
- João Donato - pianoforte
- Felix "Pupi" Legarreta - violino
- Rolando Lozano - flauto
- Cuco Martinez - timbales, percussioni
- José "Chombo" Silva - sassofono tenore
- Victor Venegas - basso